# Saint-Arcons-d’Allier
Saint-Arcons-d’Allier ist eine französische Gemeinde mit 191 Einwohnern (Stand 1. Januar 2022) im Département Haute-Loire in der Region Auvergne-Rhône-Alpes (vor 2016 Auvergne). Sie gehört zum Arrondissement Brioude und zum Kanton Gorges de l’Allier-Gévaudan.

## Geographie
Saint-Arcons-d’Allier liegt etwa 30 Kilometer westnordwestlich von Le Puy-en-Velay am Allier, in den hier sein Zufluss Fioule einmündet.
Nachbargemeinden von Saint-Arcons-d’Allier sind Mazeyrat-d’Allier im Norden und Nordwesten, Vissac-Auteyrac im Nordosten, Siaugues-Sainte-Marie im Osten, Saint-Julien-des-Chazes im Süden, Chanteuges im Westen sowie Langeac im Nordwesten.

## Bevölkerungsentwicklung
| Jahr                       | 1962 | 1968 | 1975 | 1982 | 1990 | 1999 | 2006 | 2018 |
| -------------------------- | ---- | ---- | ---- | ---- | ---- | ---- | ---- | ---- |
| Einwohner                  | 329  | 279  | 245  | 203  | 187  | 164  | 180  | 190  |
| Quellen: Cassini und INSEE |      |      |      |      |      |      |      |      |

## Sehenswürdigkeiten
- Kirche Saint-Loup, seit 1980 Monument historique
- Priorat und Burgruine, seit 1986

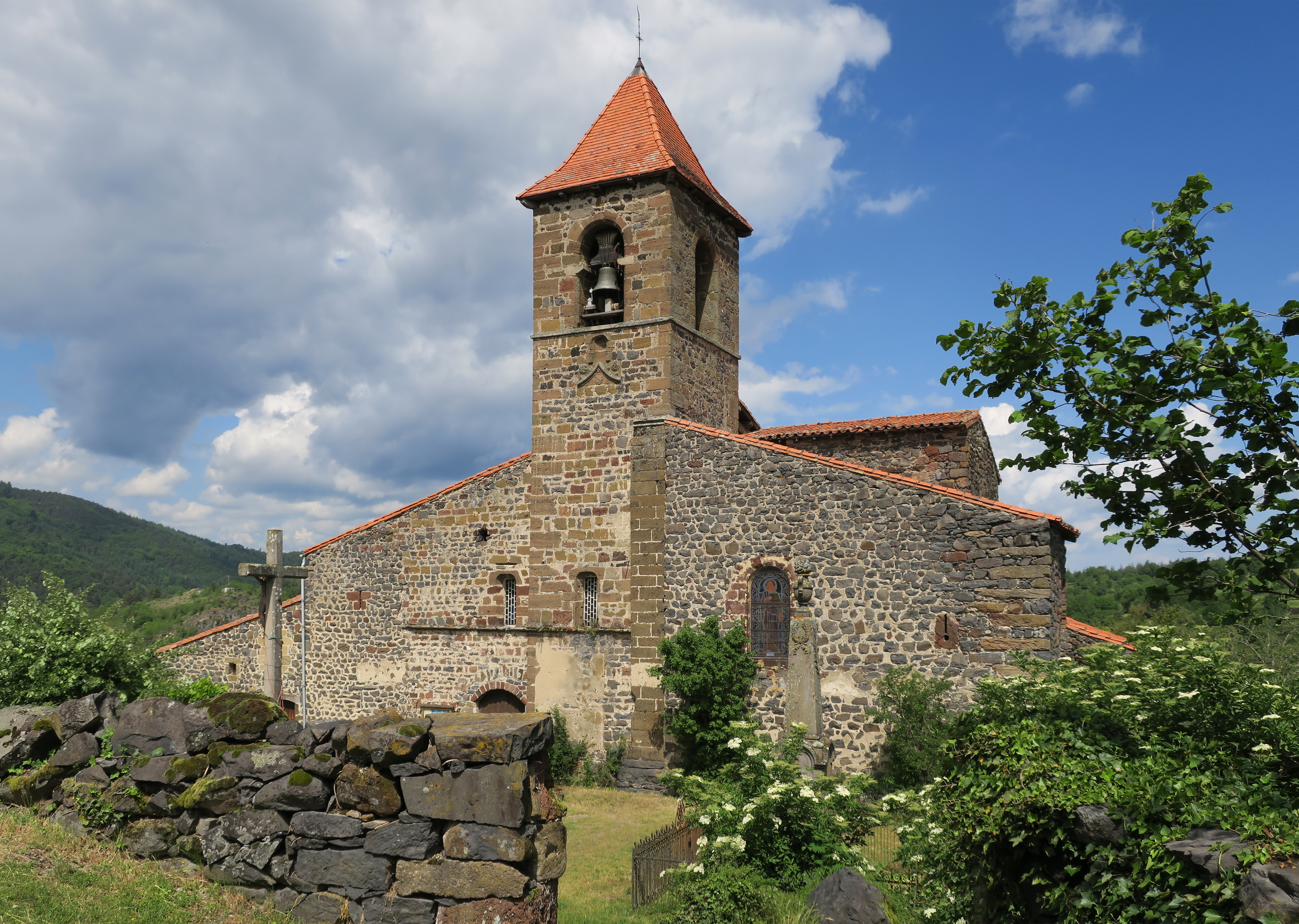
Kirche Saint-Loup
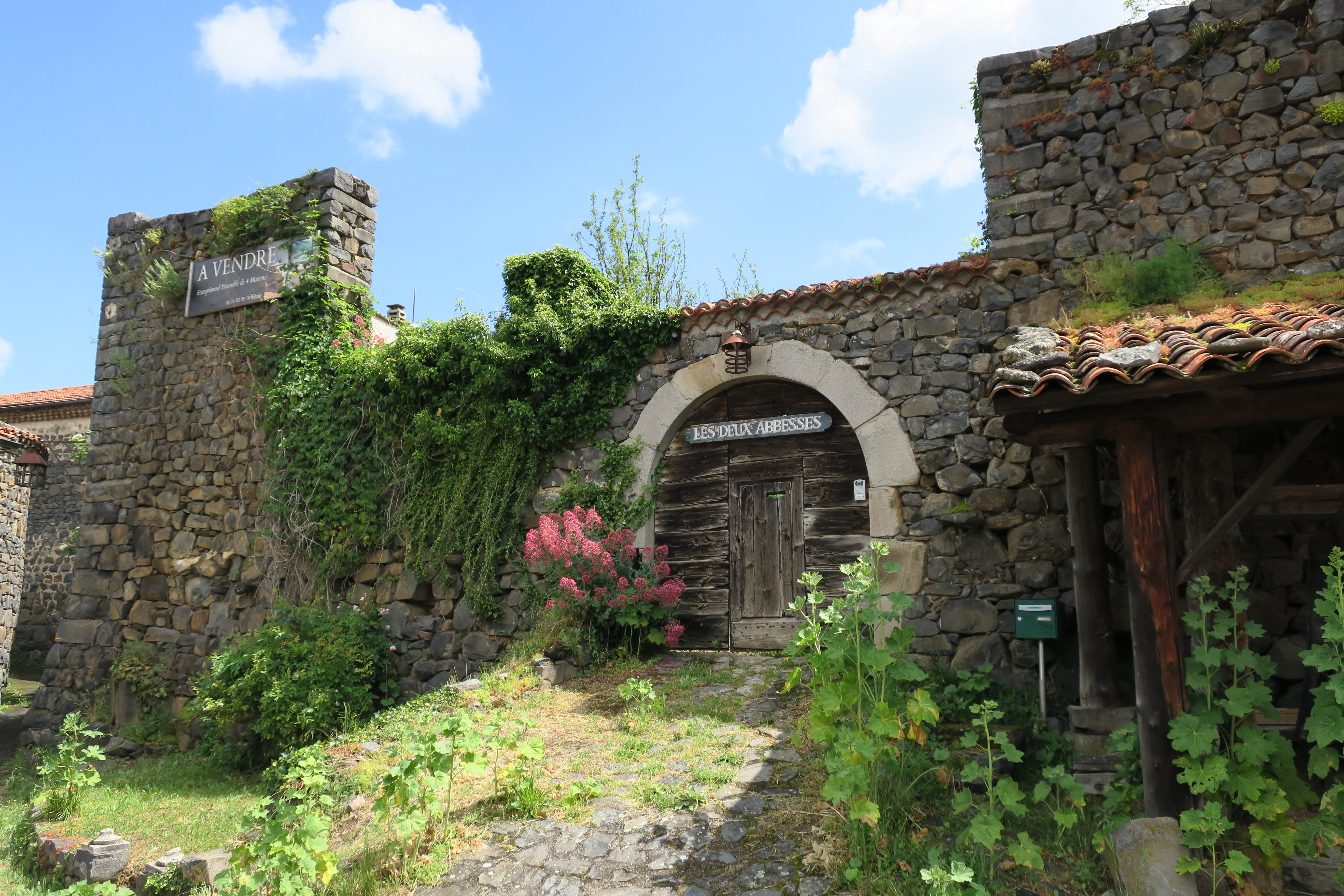
Priorat und Burgruine